# 藤井富雄
藤井 富雄（ふじい とみお、1924年〈大正13年〉8月17日 - 2021年〈令和3年〉7月11日）は、日本の政治家。
東京都議会議員（11期）、公明代表（初代）、公明党最高顧問、公明党東京都本部顧問などを歴任した。

## 経歴
- 旧制日本大学高等工学校（現：日本大学理工学部）卒業。
- 陸軍士官学校、第二次大戦終戦直後に創価学会に入会し、池田大作の側近として折伏大行進時代の学会を支えた。
- 1955年4月 - 第3回統一地方選挙の一つとして実施された東京都練馬区議会議員選挙に無所属で立候補、初当選。創価学会推薦で東京都区内の議会に当選した32人のうちの1人だった。
- 1963年4月 - 第5回東京都議会議員選挙に新宿区選挙区から公明政治連盟公認で立候補し、初当選（以後、連続11回当選）。
- 1967年 - 東京都議会公明党幹事長に就任する。
- 1989年7月 - 東京都議会選挙において、社会党の躍進に貢献し、東京都議団団長に就任する。
- 1994年12月 - 公明党が公明新党（衆議院議員52人、改選期の参議院議員13人）と公明（非改選期の参議院議員11人、地方議会議員3200人）に分党。公明代表に就任する。
- 1998年
  - 1月 - 改選を迎える公明副代表の浜四津敏子に党代表を譲り、公明常任顧問に就任。参議院公明が結成される。
  - 11月 - 衆参統一の公明党が再結成され、公明党常任顧問に就任する。
- 2004年 - 公明党大会において、公明党最高顧問に就任する。
- 2005年7月 - 第16回東京都議会議員選挙において、選挙地盤を新人候補の吉倉正美に譲り、政界を引退。公明党最高顧問として党発展に尽力する。公明党の定年制[1]は、過去に重要ポストに就任した人間に関しては例外として扱っているとはいえ、80歳を過ぎるまで議員を務めたことは公明党では異例中の異例であった。
- 2006年9月 - 公明党最高顧問を退任し、公明党東京都本部顧問、公明文化協会理事に就任する。
- 2021年7月 - 老衰のため死去[2]。96歳没。

## 疑惑

### 暴力団への暗殺依頼疑惑
後藤組の元組長の後藤忠政によれば元公明党最高顧問の藤井富雄が後藤のもとを訪れ、池田大作の名のもとに反創価学会の活動をしている有名画家A（仮名）や亀井静香ら4名の暗殺を依頼されたという。また、共同通信社記者の魚住昭は『月刊・現代』の中で藤井が後藤に、創価学会に対して批判的な亀井静香を黙らせて欲しいと依頼する場面が収録されたビデオテープがあることを記している。暗殺リストに名前があった亀井は警察関係者、弁護士などと創価学会対策会議を行うこととなる。後藤は著書の中で「池田大作が裏で何をしていたかといったら、山崎や藤井をパイプ役にして俺達ヤクザを散々利用し、仕事が終われば知らんぷりだ。それで俺達がちょっとでももの言おうもんなら、今度は警察権力を使って潰しにかかる。で、それがマスコミにバレそうになったら、頬かむりだ。」と批判した。

## 役職歴

### 東京都議会
- 副議長

### 公明党
- 最高顧問
- 東京都本部顧問

### 公明
- 代表
- 常任顧問

### 都議会公明党
- 幹事長
- 議員団長

### 公明文化協会
- 理事